# Rosolina
Rosolina is een gemeente in de Italiaanse provincie Rovigo (regio Veneto) en telt 6303 inwoners (31-12-2004). De oppervlakte bedraagt 73,1 km², de bevolkingsdichtheid is 86 inwoners per km².
De volgende frazioni maken deel uit van de gemeente: Rosolina Mare.

## Demografie
Rosolina telt ongeveer 2573 huishoudens. Het aantal inwoners steeg in de periode 1991-2001 met 8,3% volgens cijfers uit de tienjaarlijkse volkstellingen van ISTAT.
| Jaar | Inwoneraantal |
| ---- | ------------- |
| 1991 | 5675          |
| 2001 | 6144          |

## Geografie
De gemeente ligt op ongeveer 1 m boven zeeniveau.
Rosolina grenst aan de volgende gemeenten: Chioggia (VE), Loreo, Porto Viro.